# Alberto Dominutti
Alberto Dominutti (Ipplis, 14 maggio 1904 – ...) è stato un giavellottista e discobolo italiano, quindici volte maglia azzurra in competizioni internazionali tra il 1926 e il 1932 e detentore del record italiano del lancio del giavellotto dal 29 settembre 1926 al 7 ottobre 1928 e dal 22 giugno 1930 al 10 maggio 1934.

## Record nazionali
- Lancio del giavellotto[2]:
  - 61,595 m ( Londra, 5 luglio 1930)
  - 59,92 m ( Bologna, 22 giugno 1930)
  - 58,08 m ( Atene, 22 maggio 1927)
  - 57,31 m ( Bologna, 20 settembre 1926)

## Progressione

### Lancio del disco
| Stagione | Misura  | Luogo     | Data       | Rank. Ita. |
| -------- | ------- | --------- | ---------- | ---------- |
| 1930     | 37,75 m | Zurigo    | 22-7-1930  | 11º        |
| 1929     | 38,50 m | Trieste   | 27-10-1929 | 9º         |
| 1928     | 37,80 m | Pordenone | 29-4-1928  | 8º         |
| 1927     | 38,54 m | Venezia   | 16-6-1927  | 8º         |

### Lancio del giavellotto
| Stagione | Misura   | Luogo     | Data       | Rank. Ita. |
| -------- | -------- | --------- | ---------- | ---------- |
| 1933     | 54,89 m  | Bologna   | 4-6-1933   | 11º        |
| 1932     | 58,33 m  | Firenze   | 21-4-1932  | 3º         |
| 1931     | 60,79 m  | Firenze   | 18-10-1931 | 1º         |
| 1930     | 61,595 m | Londra    | 5-7-1930   | 1º         |
| 1929     | 57,50 m  | Firenze   | 6-10-1929  | 2º         |
| 1928     | 56,88 m  | Pordenone | 29-4-1928  | 3º         |
| 1927     | 58,08 m  | Atene     | 22-5-1927  | 1º         |
| 1926     | 57,31 m  | Bologna   | 20-9-1926  | 1º         |
| 1925     | 49,63 m  | Maddaloni | 27-9-1925  | 5º         |

## Campionati nazionali
- 3 volte campione italiano assoluto del lancio del giavellotto (1928, 1930, 1931)[3]

1928
- Oro ai campionati italiani assoluti, lancio del giavellotto - 55,20 m

1930
- Oro ai campionati italiani assoluti, lancio del giavellotto - 56,80 m

1931
- Oro ai campionati italiani assoluti, lancio del giavellotto - 16 punti[4]